# Castillo de Azlor
El castillo de Azlor fue una construcción medieval del siglo XII situada en el municipio oscense de Azlor, España. En la actualidad está prácticamente desaparecido.

## Descripción
Se trata de un yacimiento arqueológico del que apenas quedan restos constructivos y que se limitan a la superficie de la meseta rocosa sobre la que se asentaba el castillo.
Desde la meseta se tiene un claro control visual de las vías de comunicación norte-sur, a través del barranco de la Clamor.
Los restos que aún se aprecian, pertenecen a una torre de planta rectangular construida con piedras de sillería, prácticamente desaparecida, a la que se accedía por gradas excavadas en la roca.
Se puede apreciar que en su día existía una muralla cerrando la cresta por el costado sur, ya que se conserva un alineamiento de sillería y la entalladura correspondiente al resto.
También en el extremo sur de la cresta hay un aljibe rectangular de gran capacidad.
Presentaría gran similitud con castillo de la localidad vecina de Azara.